# Wes Archer
Wesley "Wes" Meyer Archer, född 26 november 1961, är en amerikansk regissör av animerade TV-serier. Tillsammans med David Silverman och Bill Kopp var han en av de första animatörerna av The Simpsons, när det bestod av kortfilmer som gick på The Tracey Ullman Show, och kom senare även att regissera ett antal Simpsonsavsnitt, innan han blev rådgivande regissör till King of the Hill, ett jobb han fortsatte med under många år. Archers film från tiden på college, "Jac Mac and Rad Boy, Go!" har blivit en kultklassiker efter att ha sänts regelbundet på USA Networks Night Flight under 1980-talet. Han studerade filmgrafik och experimentell animation på CalArts.

## Avsnitt avThe Simpsons
Archer står som regissör till följande avsnitt:

### Säsong 1
- "Homer's Odyssey"
- "Moaning Lisa"
- "The Call of the Simpsons"
- "The Crepes of Wrath"

### Säsong 2
- "Treehouse of Horror"
- "Two Cars in Every Garage and Three Eyes on Every Fish"
- "Bart the Daredevil"
- "One Fish, Two Fish, Blowfish, Blue Fish"
- "Oh Brother, Where Art Thou?"
- "Three Men and a Comic Book"

### Säsong 3
- "Mr. Lisa Goes to Washington"
- "The Otto Show"

### Säsong 4
- "New Kid on the Block"
- "I Love Lisa"

### Säsong 5
- "Rosebud"
- "$pringfield"
- "Homer Loves Flanders"
- "Lady Bouvier's Lover"

### Säsong 6
- "Itchy & Scratchy Land"
- "Grampa vs. Sexual Inadequacy"
- "Bart vs. Australia"

### Säsong 7
- "Who Shot Mr. Burns? (Part 2)"
- "Bart Sells His Soul"
- "Two Bad Neighbors"
- "The Day the Violence Died"
- "Homerpalooza"

### Avsnitt avFuturama
- "Kif Gets Knocked Up a Notch"
- "The Why of Fry"

### Andra verk
- "One Crazy Summer", 1986 (animatör)